# Segesta (Sicília)

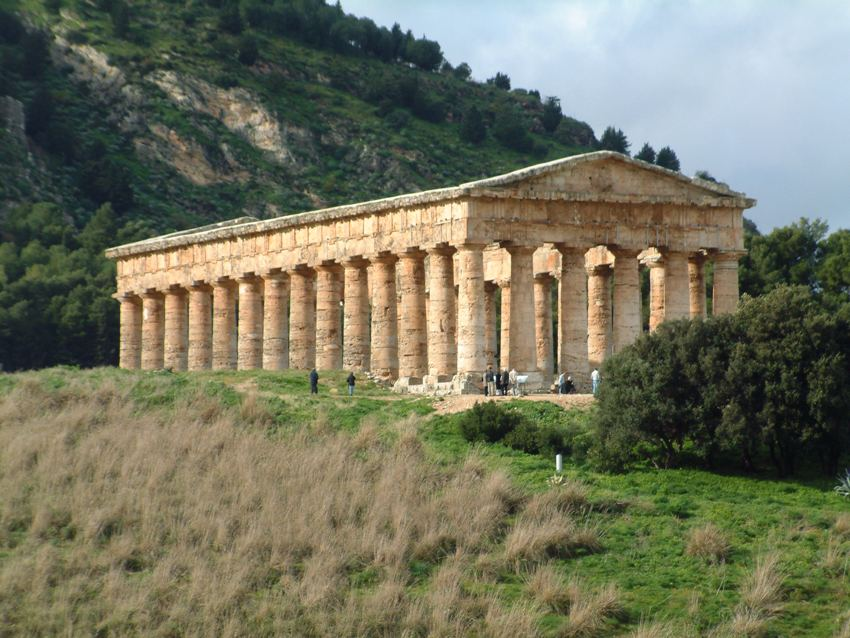
El temple

Segesta (llatí: Segesta) fou una ciutat de Sicília a uns 10 km de la costa i uns 50 km a l'oest de Panorm. Els escriptors grecs de l'Àtica l'escriuen sempre Egesta (grec antic: Ἔγεστα), i una tradició recollida per Sext Pompeu Fest diu que els romans van canviar-lo per Segesta per evitar el mal auguri del nom Egesta en llatí, que significa pobresa, mancança. Segesta, però, no seria pas un nom posat pels romans, atès que en les monedes apareix des del segle v aC. Era el centre polític del poble dels elimis. Estava situada en la part nord-occidental de Sicília, a l'actual província de Trapani i en la proximitat d'Alcamo i Gibellina.

## Història
Els orígens de Segesta són foscos. La tradició més estesa és la que va proposar Tucídides, recollida també per Dionís d'Halicarnàs i per Estrabó, que diu que la ciutat la van fundar uns colons troians que van aconseguir fugir de la destrucció de Troia. Aquesta opinió va ser molt ben acollida pels romans que atribuïen als habitants de Segesta un origen troià. Un altre relat deia que els elimis ja habitaven el territori quan van arribar els troians, i que amb el seu permís van fundar la ciutat. I encara hi havia una altra història, que deia que la ciutat la van fundar un grup de focis que havien format part dels seguidors de Filoctetes quan aquest va marxar cap al sud d'Itàlia. I els mateixos habitants de la ciutat deien que la fundació de la ciutat la va dur a terme un Egestus o Segestus que Virgili recull a l'Eneida amb el nom d'Acestes que era fill del riu local Crimís) i d'una princesa troiana anomenada Segesta o Egesta.
Segesta era una de les ciutats més importants del poble dels elimis, que alhora era un dels tres pobles indígenes de Sicília. Les altres ciutats importants eren Eryx i Entella.
És possible que hi hagués hagut un origen no autòcton de la ciutat. Un barri estava ocupat per una població no autòctona i no era una colònia grega. Tucídides quan enumera els aliats dels atenesos durant la guerra del Peloponès, diu que els habitants de Segesta eren bàrbars. Se sap que no eren sicans i la població de Segesta s'anava barrejant entre els elimis i els grecs jonis, encara que cada vegada agafava més força l'hel·lenització amb característiques externes de vida grega. Segesta estava en conflicte permanent amb Selinus (Selinunt), que probablement intentava assegurar-se un port a la mar Tirrena. La primera batalla va ser entre 580-576 aC, i una altra el 454 aC. Més tard, el conflicte tindria repercussions per a tot Sicília. La primera notícia històrica és un conflicte amb Selinunt l'any 580 aC, en què va obtenir la victòria gràcies als serveis d'emigrants de Rodes i de Cnidos dirigits per Penpatlos. Diodor de Sicília esmenta el 454 aC una guerra amb Lilibèon per la regió del riu Mazaros, però això és impossible, ja que Lilibèon encara no existia. Probablement, doncs, la lluita va ser altre cop amb Selinunt.
A la primera expedició atenenca sota Laques l'any 426 aC), Segesta es va aliar amb Atenes, amb la intenció de que els atenencs els recolzessin contra els seus veïns, però això no li va reportar cap avantatge. No gaire més tard, la guerra amb Selinunt va tornar a esclatar, i Selinunt es va aliar amb Siracusa i va assetjar Segesta per mar i terra. La ciutat va demanar ajut a Agrigent, a Cartago i finalment a Atenes, que va acceptar enviar una flota l'any 416 aC, atreta per la riquesa que la ciutat ostentava davant dels atenencs, però que era força fictícia. No obstant, els segestans van donar als atenesos 60 talents per l'armament proporcionat, i 30 més quan va arribar l'ajuda. Nícies va proposar atacar directament Selinunt i sotmetre la ciutat, però els atenencs van optar finalment per atacar Siracusa, i el conflicte entre Segesta i Selinunt va passar a segon terme. A l'estiu del 415 aC, la flota atenenca va prendre la ciutat d'Hícara, prop de Segesta, i va arribar a la ciutat. La derrota final dels atenencs va deixar els segestans exposats als atacs de Selinunt, i van haver de demanar altre cop l'ajut de Cartago, que va enviar una flota que amb 5.000 africans i 800 mercenaris, suficient per a obtenir la victòria l'any 410 aC, segons diu Diodor de Sicília.
L'any següent, els cartaginesos dirigits per Anníbal van desembarcar a Lilibèon i van atacar Selinunt, que van destruir. També van assaltar i destruir Hímera. Segesta va quedar com una ciutat aliada dependent de Cartago i va restar fidel a l'aliança fins i tot el 397 aC, quan l'expedició de Dionís el vell de Siracusa (a l'oest de Sicília) i el setge de Mòtia van posar en serioses dificultats els cartaginesos. Dionís va assetjar Segesta, especialment després de la conquesta de Mòtia, però la ciutat va resistir fins que l'arribada de reforços cartaginesos dirigits per Himilcó va obligar Dionís a retirar-se.
La ciutat no torna a ser esmentada fins a temps d'Agàtocles. Quan Agàtocles va tornar d'Àfrica l'any 307 aC, va desembarcar a Segesta on el van rebre com a amic i aliat, però de sobte el tirà es va girar en contra i va matar tots els ciutadans mascles (uns deu mil), saquejà la ciutat i vengué les dones i nens com a esclaus. Va rebatejar la ciutat amb el nom de Diceòpolis i la va donar com a residència als desertors i fugitius que s'havien passat al seu bàndol.
Un temps després, la ciutat va recuperar el seu nom, es va recuperar parcialment del desastre, i va tornar a ser una ciutat independent. Així, és esmentada l'any 276 aC quan va fer costat a Pirros en la seva expedició a Sicília. Quan Pirros va marxar, els cartaginesos la van tornar a ocupar i la van saquejar un altre cop, segons diu Ciceró, però a part d'ell no en parla ningú més. Va restar possessió cartaginesa al menys fins a la Primera Guerra Púnica. El primer any de la guerra, el 264 aC, el cònsol Appi Claudi Caudex la va atacar sense èxit, però poc després la ciutat va matar la guarnició cartaginesa i es va declarar aliada de Roma. Els cartaginesos la van assetjar i estava a punt de rendir-se quan una força dirigida per Gai Duïli, que havia obtingut una victòria naval en la Batalla de Miles, la va alliberar el 260 aC.
La ciutat de Segesta va ser una de les primeres que va fer defecció dels cartaginesos i es va passar a Roma, i per això va ser molt ben tractada pels romans a més de per la mítica descendència troiana dels seus habitants. Estava exempta de totes les càrregues públiques, i en temps de Ciceró encara era una ciutat lliure i immune (foedere immunes ac liberi). Després de la destrucció de Cartago en la Tercera Guerra púnica, Escipió Emilià va retornar a la ciutat l'estàtua de Diana que els cartaginesos s'havien emportat l'any 273 aC.
Durant la Segona Guerra Servil, el territori de Segesta va ser un dels més afectats. La rebel·lió dirigida primer per Salvi Trifó i després per Atenió començava a Segesta l'any 104 aC. Sota domini romà devia deixar de tenir importància, ja que gairebé no se l'esmenta. En temps de Ciceró era encara una ciutat considerable, amb un port (Castellammare del Golfo) del que parlen Estrabó i Claudi Ptolemeu a uns 10 km. En temps d'Estrabó, aquest port era més important que la mateixa ciutat, a causa de les millors oportunitats de comerç.
La ciutat va rebre la ciutadania llatina i va entrar en decadència sota l'Imperi. Va ser destruïda pels vàndals; mai es va restaurar i va acabar desapareixent al segle ix pels atacs sarraïns.

## Geografia
El port va subsistir i és la moderna Castellammare del Golfo. La ciutat mateixa és prop de Calatafimi (a la part superior d'un turó a uns 5 km, anomenat Monte Bàrbaro, a 305 m al damunt del mar. La ciutat era protegida per pendents costeruts en uns quants costats i per murs en el pendent més suau cap al temple.
Des del cim, hi ha una vista esplèndida sobre la vall mirant el golf de Castellammare. La ciutat controlava unes quantes vies preferents entre la costa al nord i l'interior.
Se'n sap molt poc sobre el plànol urbà. La fotografia aèria indica una ciutat regular, construïda en part sobre terrasses per vèncer el terreny que s'inclina de manera natural. Les restes actuals podrien obeir a la reconstrucció després de la destrucció de la ciutat per Agàtocles.
Un riu de la rodalia (a uns 7 km a l'est) avui anomenat fiume di San Bartolomeo, és probablement el riu Crimisus o Crimisos, on Timoleó va derrotar els cartaginesos. Unes antigues aigües termals (Aquae Segestanae) corresponen a la moderna Calametti.
Se'n conserven algunes ruïnes importants: un temple (un dels millor conservats de Sicília), un teatre (també ben conservat) i algun altre edifici.

## Temple

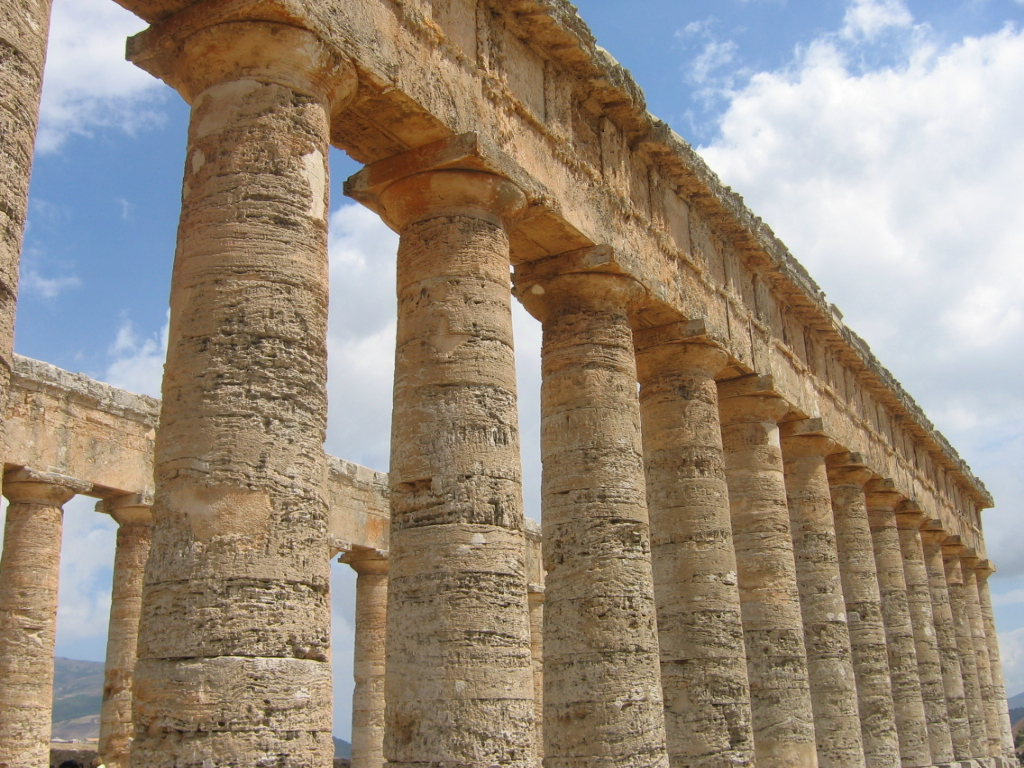
Detall de les columnes no estriades

El temple dòric hexàstil inacabat de Segesta (de finals del segle v aC) és construït en un cim just fora de la ciutat antiga de Segesta, amb una vista molt bella sobre la vall. És un dels temples grecs millor conservats. Segurament per més d'una causa: pel seu aïllament dalt d'un turó -cosa que evita les temptacions d'utilitzar-lo com a material per a construccions locals-, i perquè mai ha estat profanat, ja que no s'havia completat. Si mai hagués tingut una nau envoltant-lo, seria un temple perípter. Però mai se li va posar teulada per damunt, i les columnes romanen en brut, esperant ser estriades.
Va ser construït pels elimis, probablement al voltant de 430-420 aC, però mai no s'acabà. És un temple dòric de tipus perípter amb columnata de 6×14 sobre un mesurament de base de 21×56 m. L'estructura del temple està intacta, amb el timpà en el seu lloc. Les columnes no són estriades, els tabuladors utilitzats per alçar els blocs són encara presents a la base, i no hi ha cap traça d'una nau o d'un sostre.
El temple de Segesta és, per la construcció, estil i mida, un producte estàndard de la darreria del segle v aC; el fet de ser inacabat i el seu estat de notable conservació en fan un dels temples hel·lènics supervivents més importants al món.

## Teatre
El teatre està molt ben conservat, segurament pels mateixos motius. Està edificat dalt d'un turó encara més alt que el temple. La pujada és una joia per als ulls, que van veient el temple amb diferents perspectives. Un mur de contenció envolta el forat de 63 m de diàmetre. Set cunes divideixen les places dels espectadors. Les separacions són fetes amb travertí provinent d'Alcamo. La divisió horitzontal del teatre permetia als espectadors desplaçar-se d'una secció a l'altra. La zona més propera a l'orquestra té vint files de seients. La zona superior està semi-destruïda. El teatre tenia una capacitat per a 3.000 persones.